# 712
712 (DCCXII) fue un año bisiesto comenzado en viernes del calendario juliano, en vigor en aquella fecha.

## Acontecimientos

### Europa
- febrero: el rey Ansprando muere, y es sucedido por su hijo Liutprando como rey de los lombardos. Durante su reinado, Liutprando se convierte en el más grande de los reyes lombardos. Monedas y documentos de su corte en Pavia confirman la impresión de un monarca fuerte y efectivo.
- Los búlgaros bajo el mando de Tervel, khagan del Imperio búlgaro, asaltan Tracia y llegan a las murallas de la ciudad de Constantinopla. Las escaramuzas continúan hasta el 716.
- El emperador Filipico transfiere un ejército bizantino a Thema Opsiciano en Asia Menor, para vigilar la península balcánica.
- Desde el norte de África, Musa ibn Nusayr desembarca en la península ibérica con un ejército de 18000 omeyas y bereberes. Se une a la conquista islámica y captura la ciudad de Sevilla, donde se encuentra con una dura resistencia después de 3 meses de asedio. Musa, es nombrado primer valí de al-Ándalus.
- Táriq ibn Ziyad conquista Toledo, que se rinde sin oponer resistencia.
- Tariq y Musa penetran en territorio franco.

### Asia
- 28 de enero: El Kojiki o Furukotofumi (古事記, registro de cosas antiguas), libro histórico más antiguo que se conserva sobre la historia de Japón, es completado.
- 20 de junio: Batalla de Raor, un fuerte ejército liderado por Muhammad ben al-Qasim, marcha hacia Debal donde se une a una flota. La victoria se gana a través de una catapulta. El rey Brahmán de Sind, Raja Dâhir, es derrotado y asesinado en la batalla. Raja Dâhir era el hijo de un usurpador, el brahmán Chach, que había puesto fin al gobierno budista en Sind.
- 8 de septiembre: el emperador Rui Zong abdica después de un breve reinado, a favor de su hijo Xuan Zong, de 27 años, quien asciende al trono imperial de la dinastía Tang.
- Xuan Zong, después de eliminar a la emperatriz Wei y su clan, reorganiza las finanzas y el censo. Restablece el control sobre los valles de Oxus y Jaxartes. Durante su reinado derrota a los ejércitos omeyas invasores, en una serie de campañas en Fergana. Reparó los canales, construyó enormes silos y organizó militarmente las fronteras. El comercio y la literatura prosperan.
- El rey Dae Jo-yeong de Balhae reanuda los pagos tributarios a la dinastía Tang. Los pueblos Tai se ven obligados a aceptar la soberanía china (fecha aproximada).
- Las fuerzas omeyas, bajo el mando de Qutayba ibn Muslim, con ayuda de los túrcicos de Köktürk, conquistan Khwarezm, Sogdiano y Samarcanda. Los omeyas llegaron a Taskent y Ferghâna, cuyo rey huyó a Kashgar e imploró la ayuda de los chinos.

## Nacimientos
- Du Fu, poeta chino durante la época de la Dinastía Tang (m. 770).
- Abdallah ibn Ali, general musulmán (fecha aproximada).
- Ruperto de Bingen, santo (m. 732)
- Baudolino, santo (m. 744).
- Crodegango de Metz, obispo de Metz (m. 766)
- Teodorico IV, rey de los francos (m. 737).
- Thorir Svina Bodvarsson (apodado el Porcino), caudillo vikingo, rey de Hordaland.

## Fallecimientos
- Ansprando, rey de los lombardos
- Ariperto II, rey de los lombardos.
- Bran ua Máele Dúin, rey de Uí Ceinnselaig.
- Cú Cherca mac Fáeláin, rey de Osraige.
- Fazang, patriarca budista chino (n. 643)
- Khri ma lod, emperatriz del imperio tibetano.
- Vindiciano, obispo de Cambrai (fecha aproximada).
- Dabuya, gobernante de la dinastía Dabuyid en Persia.
- Omar ibn Abi Rabia, poeta árabe, famoso por sus poemas de amor (n. 644).